# Agromyza woerzi
Agromyza woerzi är en tvåvingeart som beskrevs av Franz Groschke 1957. Agromyza woerzi ingår i släktet Agromyza och familjen minerarflugor.
Artens utbredningsområde är Tyskland. Inga underarter finns listade i Catalogue of Life.